# Disophrys hyalipennis
Disophrys hyalipennis är en stekelart som beskrevs av Vladimir Ivanovich Tobias 1985. Disophrys hyalipennis ingår i släktet Disophrys och familjen bracksteklar. Inga underarter finns listade i Catalogue of Life.